# Đỗ Minh Tuấn
Đỗ Minh Tuấn (sinh ngày 10 tháng 7 năm 1972) là chính trị gia nước Cộng hòa xã hội chủ nghĩa Việt Nam. Ông hiện là Phó Bí thư Tỉnh ủy, Bí thư Ban Cán sự Đảng, Chủ tịch Ủy ban nhân dân tỉnh Thanh Hóa và kiêm nhiệm các vị trí lãnh đạo hành pháp tỉnh Thanh Hóa. Ông nguyên là Phó Bí thư thường trực Tỉnh ủy Thanh Hóa; Thường vụ Tỉnh ủy, Trưởng ban Nội chính Tỉnh ủy Thanh Hóa; Tỉnh ủy viên, Bí thư Huyện ủy huyện Triệu Sơn; Ủy viên Ban Thường vụ Trung ương Đoàn Thanh niên Cộng sản Hồ Chí Minh, Bí thư Tỉnh đoàn Thanh Hóa.
Đỗ Minh Tuấn là Đảng viên Đảng Cộng sản Việt Nam, học vị Cử nhân Lịch sử, Thạc sĩ Quản lý giáo dục, Tiến sĩ Kinh tế, Cao cấp lý luận chính trị. Trong sự nghiệp của mình, ông có hơn 15 năm công trong lĩnh vực thanh niên Thanh Hóa và Trung ương Đoàn.

## Xuất thân và giáo dục
Đỗ Minh Tuấn sinh 10 tháng 7 năm 1972 tại xã Thiệu Phúc, huyện Thiệu Hóa, tỉnh Thanh Hóa, Việt Nam Dân chủ Cộng hòa. Ông lớn lên và theo học phổ thông tại quê nhà. Sau đó, ông tới thủ đô Hà Nội, theo học đại học và nhận bằng Cử nhân khoa học ngành Lịch sử, rồi học cao học, nhận bằng Thạc sĩ Quản lý giáo dục. Sau đó, ông là nghiên cứu sinh tại Trường Đại học Kinh doanh và Công nghệ Hà Nội, bảo vệ thành công Luận án tiến sĩ đề tài: Giải quyết việc làm cho lao động nông nghiệp trong quá trình đô thị hóa trên địa bản tỉnh Thanh Hóa, trở thành Tiến sĩ Kinh tế vào năm 2018.
Ngày 9 tháng 5 năm 1996, ông được kết nạp Đảng Cộng sản Việt Nam, trở thành đảng viên chính thức vào ngày 9 tháng 5 năm 1997. Trong quá trình hoạt động Đảng và Nhà nước, ông theo học các khóa tại Học viện Chính trị Quốc gia Hồ Chí Minh, theo học từ tháng 9 năm 1998 đến tháng 9 năm 2000, hệ cử nhân, nhận bằng Cao cấp lý luận chính trị. Hiện ông cư trú tại phường Phú Sơn, thành phố Thanh Hóa, tỉnh Thanh Hóa.

## Sự nghiệp

### Thanh niên
Tháng 11 năm 1993, sau khi hoàn thành quá trình học đại học, Đỗ Minh Tuấn trở về quê nhà, bắt đầu sự nghiệp của mình với với vị trí là Cán bộ Ban Thanh thiếu nhi Trường học, Tỉnh đoàn Thanh Hoá. Tháng 6 năm 1995, tại kỳ Đại hội Đoàn Thanh niên Cộng sản Hồ Chí Minh tỉnh Thanh Hóa, ông được bầu là Ủy viên Ban Chấp hành Tỉnh đoàn, Phó Trưởng ban Thanh thiếu nhi Trường học. Đến tháng 6 năm 1997, ông được bầu là Ủy viên Ban Thường vụ Tỉnh Đoàn, Trưởng ban Thanh thiếu nhi Trường học. Tháng 3 năm 1998, ông là Thường vụ Tỉnh đoàn, Chánh Văn phòng Tỉnh đoàn Thanh Hoá. Tháng 10 năm 2000, ông được điều làm Trưởng ban Phong trào Tỉnh Đoàn; nhậm chức Phó Bí thư Thường trực Tỉnh đoàn Thanh Hoá vào tháng 12 cùng năm. Tháng 5 năm 2002, tại Đại hội Trung ương Đoàn Thanh niên Cộng sản Hồ Chí Minh, ông được bầu làm Ủy viên Ban Chấp hành Trung ương Đoàn, Bí thư Tỉnh đoàn Thanh Hoá; được bầu làm Tỉnh ủy viên Tỉnh ủy Thanh Hóa từ tháng 3 năm 2003, Ủy viên Ban Thường vụ Trung ương Đoàn, Bí thư Đảng ủy cơ quan Tỉnh đoàn Thanh Hoá.

### Tổ chức địa phương
Tháng 2 năm 2009, sau hơn 15 năm công tác trong lĩnh vực thanh niên, Đỗ Minh Tuấn được bắt đầu chuyển sang sự nghiệp địa phương, ông được điều chuyển về tới huyện Triệu Sơn, nhậm chức Bí thư Huyện ủy Triệu Sơn, tỉnh Thanh Hoá. Tháng 11 năm 2010, tại Đại hội Đảng bộ tỉnh Thanh Hóa lần thứ XVII, nhiệm kỳ 2010 – 2015, ông được bầu làm Tỉnh ủy viên, Ủy viên Ban Thường vụ Tỉnh uỷ, Bí thư Huyện uỷ Triệu Sơn, tỉnh Thanh Hoá. Tháng 1 năm 2011, ông được điều chuyển làm Bí thư Đảng ủy Khối các cơ quan tỉnh Thanh Hoá. Đến tháng 8 năm 2013, ông nhậm chức Trưởng ban Nội chính Tỉnh uỷ Thanh Hoá. Vào tháng 9 năm 2015, ông được bầu làm Phó Bí thư Tỉnh uỷ Thanh Hoá rồi tiếp tục tái đắc cử vị trí này trong Đại hội Đảng bộ tỉnh Thanh Hóa lần thứ XVIII vào tháng 10 năm 2015.

### Chủ tịch Thanh Hóa
Tháng 10 năm 2020, tại Đại hội Đảng bộ tỉnh Thanh Hóa lần thứ XIX, nhiệm kỳ 2020 – 2025, Đỗ Minh Tuấn được bầu làm Tỉnh ủy viên, Thường vụ Tỉnh ủy. Ngày 27 tháng 10, tại kỳ họp thứ nhất của Ban Chấp hành Tỉnh ủy, ông tiếp tục được bầu làm Phó Bí thư Tỉnh ủy Thanh Hóa. Chiều ngày 6 tháng 12 năm 2020, tại kỳ họp thứ 14, Hội đồng nhân dân tỉnh Thanh Hóa khóa XVII đã tiến hành công tác tổ chức miễn nhiệm và bầu bổ sung chức vụ lãnh đạo, tiến hành miễn nhiệm Chủ tịch Nguyễn Đình Xứng, bầu bổ sung Chủ tịch Ủy ban nhân dân tỉnh Thanh Hóa Đỗ Minh Tuấn với tỷ lệ 100%. Ngày 16 tháng 12 năm 2020, chức vụ của ông được phê chuẩn bởi Thủ tướng Nguyễn Xuân Phúc.
Vào tháng 12 năm 2022, Ủy ban Kiểm tra Trung ương Đảng Cộng sản Việt Nam tiến hành kiểm tra tỉnh Thanh Hóa, ra kết luận rằng trong lãnh đạo, chỉ đạo, Ban Cán sự đảng Ủy ban nhân dân tỉnh đã vi phạm quy chế làm việc; thiếu trách nhiệm, buông lỏng lãnh đạo, chỉ đạo để Ủy ban nhân dân tỉnh và một số tổ chức, cá nhân vi phạm quy định của Đảng, pháp luật của Nhà nước trong đấu thầu, mua sắm sinh phẩm, hóa chất, vật tư y tế phục vụ công tác phòng, chống dịch. Do đó, Đỗ Minh Tuấn đã bị Ủy ban Kiểm tra kỷ luật theo hình thức khiển trách, đồng thời bị khiển trách bởi Thủ tướng Chính phủ.